# 天野富勝
天野 富勝（あまの とみかつ、1919年9月14日 - 1985年12月18日）は、日本の水泳選手。福岡県直方市出身。
1937年、福岡県立鞍手高等学校卒業。八幡製鐵を経て日本大学に入学。大学時代の1938年8月10日に神宮プールで行われた第14回関東水上選手権大会の1500m自由形で当時の世界新記録（18分58秒8。1000m通過タイム12分33秒8も当時の世界新記録）を樹立した。同記録は1949年8月の全米水上選手権予選で橋爪四郎に破られるまで11年間保持された。

## 主な記録
- 第14回関東水上選手権大会（1938年）男子1500m自由形優勝。
- 日本学生選手権 男子800m自由形優勝（1938年・1939年・1941年）[6]
- 日本選手権水泳競技大会 男子1500m自由形優勝（1938年・1939年）[7]
- 第1回国民体育大会（1946年）実業団府県対抗部門男子200m自由形優勝[8]。タイムは2分23秒2。チームは大阪。同大会の男子記録は小柳清志（早稲田大学）の2分22秒6。